# Српскословенски језик
Српскословенски (Сьрбословѣньскъ ѩзыкъ) је назив за српску редакцију старословенског језика која је представљала прву норму српског књижевног језика која се користила до уласка рускословенског у употребу у XVIII веку. Раније је сматрано да се ова норма развила на простору српског поморја у Зети и Захумљу, на простору са кога потичу најстарији данас сачувани споменици стварани овом редакцијом, али се данас, на основу неких језичких појава, сматра да се она развила много источније, ближе првим центрима словенске писмености на Балканском полуострву, Охриду и Преславу. Као простор њеног настанка, узима се предео око данашње границе Србије и Македоније, северно од линије Кратово—Скопље—Тетово. Имао је три устаљена правописа:
- зетско-хумски, који је био најстарији и коришћен је у Србији (до почетка XIII века) и Босни (до њене пропасти, средином XV века)
- рашки, који је наследио старословенски у Рашкој и био у употреби до првих деценија XV века
- ресавски, који је настао у XV веку

Најстарији сачувани писани споменици, са краја XII века, сведоче о томе да је процес формирања српске редакције већ био завршен. Поред српскословенског, у употреби је током овог периода био и народни језик (стручно назван старосрпски језик), који се махом јавља у писмима и правним документима, а понекад и у књижевним делима. Најстарији сачувани споменик писан народним језиком је повеља бана Кулина (1180—1204) упућено Дубровчанима, из 1189. године. Позајмљенице из овог језика називају се црквенословенизми.

## Најстарији сачувани споменици
Најстарији споменици старословенског језика са српским цртама, писани глагољицом:
- Маријинско јеванђеље (X—XI век)
- Грашковићев одломак (XI век)
- Михановићев одломак

Најстарији споменици старословенског језика са српским цртама, писани ћирилицом:
- Темнићки натпис (X—XI век)
- Хумска плоча (X—XI век)
- Плоча судије Градише (XII век)
- Натпис на плочи у Полицама крај Требиња (друга половина XII века)

Најстарије сачуване књиге српске редакције старословенског језика:
- Мирослављево јеванђеље (око 1185)
- Вуканово јеванђеље (1197—1199)
- Паримејници из прве половине XIII века (Београдски, Хиландарски и Петровградски)
- Братков минеј (1234—1243)
- Требник (крај XIII века)
- Зборник попа Драгоља (почетак XIV века)

## Галерија
- Страница Маријинског јеванђеља, најстаријег сачуваног рукописа на старословенском језику у коме се јављају српске црте
- Темнићки натпис
- Мирослављево јеванђеље
- Српска црквена књига из 18. века на српскословенском језику. Налази се у Удружењу „Адлигат" у Београду.